# NGC 2711
NGC 2711 је спирална галаксија у сазвежђу Рак која се налази на NGC листи објеката дубоког неба.
Деклинација објекта је + 17° 17' 17" а ректасцензија 8h 57m 23,5s. Привидна величина (магнитуда) објекта NGC 2711 износи 13,8 а фотографска магнитуда 14,6. NGC 2711 је још познат и под ознакама UGC 4688, MCG 3-23-20, CGCG 90-42, IRAS 08545+1728, PGC 25164.